# Now You See Me: Now You Don't
Now You See Me: Now You Don't (bra: Truque de Mestre: O 3º Ato) é um futuro filme de assalto e suspense americano dirigido por Ruben Fleischer, a partir de um roteiro creditado de Eric Warren Singer, Seth Grahame-Smith e Michael Lesslie, e produzido por Bobby Cohen e Alex Kurtzman. Representa a aguardada continuação de Now You See Me 2 (2016) e a terceira parte da popular franquia Now You See Me.
O filme marca o retorno de grande parte do elenco original, incluindo Jesse Eisenberg, Woody Harrelson, Dave Franco, Mark Ruffalo e Morgan Freeman, que reprisam seus papéis. Um dos destaques é o retorno de Isla Fisher, que não participou do segundo filme. O elenco é reforçado com a adição de Justice Smith, Dominic Sessa, Ariana Greenblatt e Rosamund Pike, que se juntam à franquia em papéis centrais.
Após quase uma década de desenvolvimento, Now You See Me: Now You Don't promete expandir a mitologia da sociedade secreta de mágicos conhecida como "O Olho", reunindo os Cavaleiros originais com uma nova geração de ilusionistas para realizar seu assalto mais audacioso até agora.
O filme está programado para ser lançado no Brasil em 13 de novembro de 2025, com distribuição da Paris Filmes, e nos Estados Unidos em 14 de novembro de 2025, pela Lionsgate. Um quarto filme já foi confirmado e está em desenvolvimento.

## Enredo
Após os eventos de Now You See Me 2, os Quatro Cavaleiros seguiram caminhos separados e estão afastados. No entanto, o surgimento de uma nova e perigosa ameaça os força a se reunir. Desta vez, eles não estarão sozinhos. Os Cavaleiros originais assumem um papel de mentores ao recrutar um trio de jovens e habilidosos ilusionistas: Charlie (Justice Smith), Bosco (Dominic Sessa) e June (Ariana Greenblatt), que ganharam notoriedade como "mágicos imitadores" dos próprios Cavaleiros.
Juntos, a nova equipe de oito mágicos é encarregada pelo Olho de realizar seu assalto mais complexo e arriscado até hoje: roubar o "Diamante Coração", a joia mais valiosa e segura do mundo. O diamante está sob a posse de Veronika Vanderberg (Rosamund Pike), a líder de uma poderosa e corrupta família de negociantes de diamantes que comanda um sindicato criminoso global. Para ter sucesso, os Cavaleiros, antigos e novos, precisarão levar suas habilidades de percepção, desorientação e ilusionismo a um nível nunca antes visto, enfrentando um inimigo que parece estar sempre um passo à frente.

## Elenco
- Jesse Eisenberg como J. Daniel "Danny" Atlas: O líder carismático e tecnicamente brilhante dos Quatro Cavaleiros.
- Woody Harrelson como Merritt McKinney: O mestre mentalista, especialista em hipnose e leitura fria.
- Dave Franco como Jack Wilder: O mais jovem dos Cavaleiros originais, especialista em truques de cartas e prestidigitação.
- Isla Fisher como Henley Reeves: A mestre escapista e membro original dos Cavaleiros, que retorna após sua ausência no segundo filme.
- Mark Ruffalo como Dylan Rhodes: O ex-agente do FBI que se revelou ser o líder dos Cavaleiros e um membro de alto escalão do Olho.
- Morgan Freeman como Thaddeus Bradley: O ex-desmistificador de mágicos que se revelou um dos líderes do Olho e antigo parceiro do pai de Dylan.
- Justice Smith como Charlie: Um dos novos mágicos recrutados pelos Cavaleiros.
- Dominic Sessa como Bosco: Um dos novos mágicos recrutados pelos Cavaleiros.
- Ariana Greenblatt como June: Uma das novas mágicas recrutadas pelos Cavaleiros.
- Rosamund Pike como Veronika Vanderberg: A antagonista do filme, descrita como uma figura "pivotal" e a chefe de um poderoso sindicato do crime.

## Produção

### Desenvolvimento
O caminho para Now You See Me 3 foi longo e marcado por várias mudanças criativas, estendendo-se por quase uma década. Em maio de 2015, antes mesmo da estreia do segundo filme, o CEO da Lionsgate, Jon Feltheimer, anunciou oficialmente que o estúdio já estava em "planejamento antecipado" para uma terceira parte, confiante no sucesso da franquia.
Inicialmente, Jon M. Chu, diretor do segundo filme, estava cotado para retornar. No entanto, o projeto entrou em um longo período de desenvolvimento. Chu, curiosamente, revelou que queria que o segundo filme se chamasse Now You Don't, mas o estúdio rejeitou a ideia por motivos de marketing. O título acabou sendo adotado para o terceiro filme.
Em abril de 2020, a Lionsgate deu um passo significativo ao contratar Eric Warren Singer (de American Hustle) para escrever um novo rascunho do roteiro, sinalizando um novo fôlego para o projeto. A grande mudança ocorreu em setembro de 2022, quando foi anunciado que Ruben Fleischer (de Venom e Zombieland) assumiria a direção. Com Fleischer a bordo, o roteiro passou por mais uma revisão, com Seth Grahame-Smith se juntando à equipe de roteiristas, que ao final foi creditada a Singer, Grahame-Smith e Michael Lesslie.
A longa espera pelo filme foi atribuída a múltiplos fatores, incluindo a agenda lotada do elenco e o desafio de criar uma trama que justificasse o retorno e superasse as reviravoltas dos filmes anteriores. A experiência de Fleischer com sequências tardias, como Zombieland: Double Tap, foi vista como um trunfo para revitalizar a franquia.

### Direção
A escolha de Ruben Fleischer para a direção foi recebida com entusiasmo pelo elenco. Os novos membros, em particular, destacaram a paixão de Fleischer pelo projeto e seu compromisso com a autenticidade da magia. Dominic Sessa mencionou que o diretor estava "realmente empenhado em fazer a mágica parecer real", focando em efeitos práticos sempre que possível. Ariana Greenblatt elogiou o ambiente "calmo e solidário" que Fleischer criou no set, afirmando que sua liderança foi crucial para o bom andamento da produção. A continuidade também foi garantida, com a confirmação de que Fleischer retornará para dirigir o quarto filme, permitindo um planejamento coeso para o futuro da franquia.

### Escolha do elenco
A fase de seleção de elenco foi um dos pontos altos do desenvolvimento. Em abril de 2024, foi confirmado que os pilares da franquia, Jesse Eisenberg, Woody Harrelson, Dave Franco, Mark Ruffalo e Morgan Freeman, retornariam. Simultaneamente, o filme anunciou a adição de uma nova geração de talentos: Justice Smith, Dominic Sessa e Ariana Greenblatt.
O anúncio mais significativo, no entanto, foi o retorno de Isla Fisher como Henley Reeves. Fisher não participou de Now You See Me 2 devido à sua gravidez na época da produção. Sua ausência foi uma das principais queixas dos fãs sobre a sequência. A reintrodução de sua personagem foi vista como uma correção de curso e uma oportunidade para restaurar a dinâmica original dos Quatro Cavaleiros. O roteiro abordará diretamente onde Henley esteve e por que ela se afastou do grupo.
Com o retorno de Fisher, a personagem Lula May, interpretada por Lizzy Caplan em Now You See Me 2, não retornará para o terceiro filme. A decisão gerou debates, pois Lula foi amplamente elogiada como uma das melhores adições à sequência, trazendo uma energia cômica e caótica que foi bem recebida pela crítica e pelo público.
Em maio de 2024, Rosamund Pike juntou-se ao elenco como a antagonista principal, em um papel descrito como "pivotal" para a trama.

### Filmagem
As filmagens principais começaram em julho de 2024, em Budapeste, Hungria, com George Richmond atuando como diretor de fotografia. A capital húngara serviu de cenário principal, com o elenco sendo visto em vários pontos da cidade. Jesse Eisenberg, por exemplo, foi fotografado visitando o museu Casa do Terror, demonstrando interesse pela história local.
Posteriormente, a produção mudou-se para Antuérpia, Bélgica, onde as filmagens ocorreram entre 28 de agosto e 1º de setembro de 2024. A produção local fez um chamado público por figurantes, procurando por "homens com barbas bonitas" e outros perfis específicos para cenas que prometem grande escala visual.
As filmagens foram oficialmente concluídas em 18 de novembro de 2024, com o anúncio acompanhado das primeiras imagens oficiais do elenco reunido no set.

### Música
A continuidade sonora da franquia foi assegurada com o anúncio de que Brian Tyler retornaria para compor a trilha sonora de Now You See Me: Now You Don't. Tyler foi o responsável pelas memoráveis trilhas dos dois primeiros filmes, que misturavam elementos de orquestra, eletrônica e jazz para criar a atmosfera energética e misteriosa característica da série. Seu retorno foi confirmado em junho de 2025, sendo um elemento crucial para manter a identidade da franquia.

## Temas e Estilo
A franquia Now You See Me sempre explorou temas como percepção versus realidade, a natureza da verdade e a moralidade da justiça ao estilo Robin Hood. O terceiro filme aprofunda esses conceitos ao introduzir a ideia de legado e mentoria. Com os Cavaleiros originais passando seu conhecimento para uma nova geração, o filme examina como as ideias e as habilidades são transmitidas e como o propósito do Olho evolui com o tempo.
Sob a direção de Ruben Fleischer, espera-se um estilo visual que equilibre os espetáculos de mágica grandiosos, muitas vezes auxiliados por CGI, com um foco renovado em efeitos práticos e ilusionismo tangível. A intenção é dar mais peso e credibilidade aos truques, fazendo com que o público questione o que é real e o que é encenado. O gênero continua a ser um híbrido de filme de assalto, com sua estrutura de planejamento e execução de um grande golpe, e thriller de mistério, mantendo o público adivinhando as verdadeiras motivações e o próximo passo dos personagens.

## Lançamento e Marketing
A campanha de marketing de Now You See Me: Now You Don't teve seu início oficial na CinemaCon de abril de 2025. Durante o evento, a Lionsgate revelou o título oficial do filme e apresentou o primeiro trailer exclusivo para os presentes. O trailer foi recebido positivamente, destacando a química entre o elenco antigo e o novo, a escala do assalto ao "Diamante Coração" e o tom de suspense introduzido pela personagem de Rosamund Pike.
O filme está programado para ser lançado nos Estados Unidos e Canadá em 14 de novembro de 2025 pela Lionsgate. No Brasil, a Paris Filmes agendou a estreia para um dia antes, em 13 de novembro de 2025, uma estratégia comum para capitalizar o interesse do público antes do lançamento global.

## Futuro
Demonstrando grande confiança no renascimento da franquia, a Lionsgate confirmou durante a CinemaCon de abril de 2025 que um quarto filme, provisoriamente intitulado Now You See Me 4, já está oficialmente em desenvolvimento. Ruben Fleischer está contratado para retornar à direção, garantindo uma continuidade criativa direta entre o terceiro e o quarto filmes. Este anúncio precoce sugere que Now You See Me: Now You Don't pode terminar com um gancho ou estabelecer as bases para uma nova saga com a equipe expandida de Cavaleiros.